# لی هه این (بازیگر، زاده ۱۹۸۶)
لی جی یونگ (کره‌ای: 이지영؛ زادهٔ ۱۹ آوریل ۱۹۸۶)، همچنین با نام لی جی (انگلیسی: Lee Ji) نیز شناخته می‌شود، بازیگر، خواننده و پیانیست اهل کره جنوبی است. او عضو سابق گروه دخترانهٔ کره‌ای گنگ‌کیز است.

## فیلم‌شناسی

### فیلم
| سال  | عنوان                         | نقش                 | منابع |
| ---- | ----------------------------- | ------------------- | ----- |
| ۲۰۱۱ | کوییک                         | فارغ‌التحصیل چون شیم |       |
| ۲۰۱۶ | جنگ‌های زنانه: مردی که وارد شد | می جونگ             | [ ۱ ] |
| ۲۰۱۹ | گانگسترها                     | سو یون              | [ ۲ ] |

### مجموعه تلویزیونی
| سال  | عنوان                                | نقش                        | شبکه      | منابع  |
| ---- | ------------------------------------ | -------------------------- | --------- | ------ |
| ۲۰۰۷ | اچ آی تی                             |                            | ام‌بی‌سی    | [ ۳ ]  |
| ۲۰۰۷ | دراما سیتی «انیشتین عشق را پیدا کرد» |                            | کی‌بی‌اس۲   | [ ۴ ]  |
| ۲۰۱۰ | ماهی طلایی                           | سو جو هی                   | ام‌بی‌سی    | [ ۵ ]  |
| ۲۰۲۱ | به نمایش خوش آمدی                    | دستیار کارگردان            | اس‌بی‌اس    | [ ۶ ]  |
| ۲۰۲۱ | آیدل خون‌آشام                         | هه این                     | کی‌بی‌اس۱   | [ ۷ ]  |
| ۲۰۱۲ | Bayside Shakedown: ویژه              | شین سو هیون                | فوجی تی‌وی | [ ۸ ]  |
| ۲۰۱۲ | پنج انگشت                            | جونگ سو یول                | اس‌بی‌اس    | [ ۹ ]  |
| ۲۰۱۳ | داستان دو خواهر                      | لی یه رین                  | کی‌بی‌اس۱   | [ ۱۰ ] |
| ۲۰۱۴ | نسل الهام بخش                        | سون وو جین                 | کی‌بی‌اس۲   | [ ۱۱ ] |
| ۲۰۱۵ | سه جادوگر                            | مون هی جه                  | اس‌بی‌اس    | [ ۱۲ ] |
| ۲۰۱۸ | یک روز شاعرانه                       | پارک یون هی (حضور افتخاری) | تی‌وی‌ان    | [ ۱۳ ] |

### موزیک ویدئو
| سال  | نام آهنگ                 | آرتیست                           | منابع  |
| ---- | ------------------------ | -------------------------------- | ------ |
| ۲۰۱۲ | «عشقولانه» (Lovey-Dovey) | تی-آرا                           | [ ۱۴ ] |
| ۲۰۱۳ | «بیکینی» (Bikini)        | تی-آرا، داویچی (با همکاری اسکال) | [ ۱۵ ] |

## تئاتر
| سال  | عنوان       | منابع  |
| ---- | ----------- | ------ |
| ۲۰۱۱ | Coyote Ugly | [ ۱۶ ] |